# 근관
근관, 치근관, 이빨뿌리관(root canal)은 치아의 뿌리(치근)에 존재하는 해부학적 공간이다. 치수강(치아의 관상 부분 안), 주 관, 그 외에 근관을 서로 연결하거나 치근 표면에 연결할 수 있는 보다 복잡한 가지들로 구성된다.

## 구조
모든 치아의 중심에는 신경, 혈관, 결합 조직과 같은 연조직이 들어 있는 빈 공간이 있다. 이 빈 영역은 치수강이라고 하는 치아의 관상 부분에 있는 비교적 넓은 공간을 포함한다. 연필심이 연필을 통과하는 모양과 비슷하게 이 관은 치근의 중심을 통과한다. 치수는 혈관을 통해 영양을 공급받고 감각신경은 감각 정보를 받아들여 신호를 다시 뇌로 전달한다. 치수에 돌이킬 수 없는 손상이 있는 경우 근관 치료를 통해 치아의 통증을 완화할 수 있다.
근관 해부학은 치수강과 근관으로 구성되어 있다. 둘 다 치수를 포함하고 있다. 부근관(accessory canal)이라고 하는 작은 가지는 치근 끝(apex) 근처에서 가장 자주 발견되지만 치근 전체 어디에서나 나올 수 있다. 치아당 근관의 총 수는 치근의 수에 따라 1개에서 4개, 경우에 따라 5개 이상이다. 때로는 치근당 하나 이상의 근관이 있다. 일부 치아는 다른 치아보다 내부 구조의 더 변이가 크다.
근관의 특이한 모양, 복잡한 가지(특히 수평 방향 가지의 존재), 여러 개의 근관은 근관 치료 실패의 주요 원인이다. 예를 들어 2차 근관이 치과의사에게 눈에 띄지 않고 세척 및 밀봉되지 않으면 감염된 상태로 남아 근관 치료가 실패하게 된다.

### 근관계
치아 내부 해부학의 구체적인 특징과 복잡성은 철저히 연구되었다. 수천 개의 치아에 복제 기술을 사용하여 Hess는 일찍이 1917년에 치근의 내부 공간이 중앙 영역(둥근, 타원형 또는 불규칙한 단면 모양의 근관)과 측면 부분(측방근관, lateral canal)으로 구성된 복잡한 시스템임을 분명히 밝혔다. 이 측면 성분은 상대적으로 큰 부피를 나타낼 수 있으며, 이는 감염성 요소뿐만 아니라 살아 있거나 괴사된 치수의 조직 잔유물이 이 영역에서 쉽게 제거되지 않는다는 점에서 치과에서의 세척 단계를 어렵게 만든다. 따라서 매끄럽고 원추형인 근관의 이미지는 일반적으로 너무 이상적이며 실제 근관 구조의 다양성을 과소평가하는 면이 있다.

### 내부 구조물

근관에 시행하는 치과 절차

근관 내부의 공간은 치수라고 하는 혈관이 많은 성긴결합조직으로 채워져 있다. 치수는 치아의 상아질 부분을 구성하는 조직이다. 치수는 영구치(성인 치아)의 완전한 형성을 돕고, 치아 구조에 영양과 수분을 공급하여 치아를 더 탄력 있고 덜 부서지며 딱딱한 음식을 씹을 때 부러지지 않도록 만든다. 또한 치수는 냉온 감각을 느끼는 기능을 한다.

### 변이

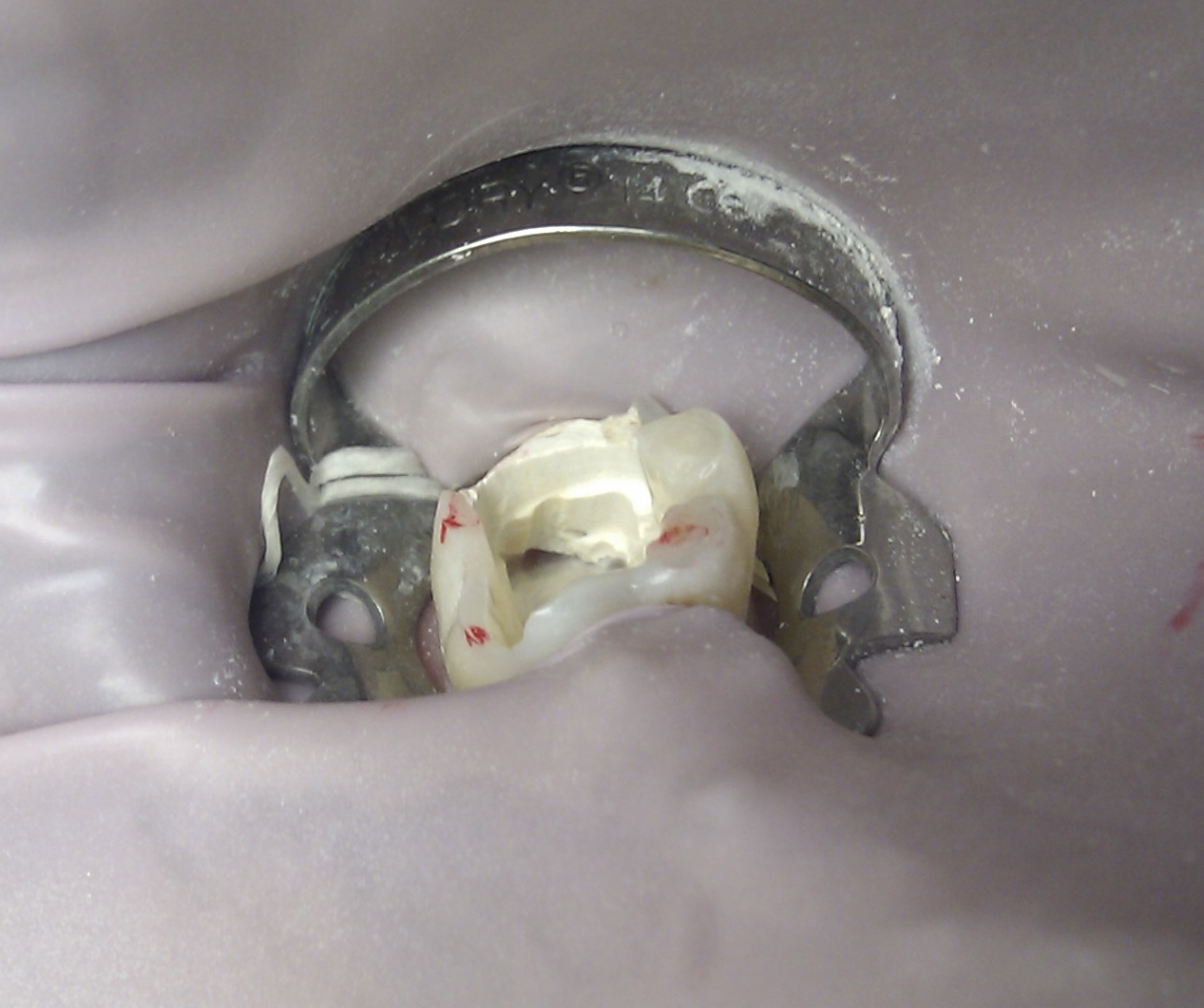
근관의 치수를 제거, 세척한 뒤 인공치관을 채워 놓을 준비를 한다.

타원형 단면을 나타내는 근관은 근관의 50-70%에서 발견된다. 또한 단면이 '눈물 모양'인 근관은 단일 근관이 두 개의 근관을 포함할 때 일반적이다.(예: 아래쪽 어금니에서 추가적인 근심 근관이 보이는 경우). 이런 경우에는 고전적인 방사선촬영으로는 나눠진 두 개의 근관 같은 세부 사항을 파악하기 어려워진다.
최근 연구에 따르면 조사영역축소(cone-down) CT 스캔을 사용하면 사례의 23%에서 놓쳤을 부근관을 감지할 수 있었다. 부근관을 놓쳤다면 결국 치근단 치주염으로 이어졌을 수 있다. 특히 위쪽 뒷어금니는 환자의 거의 절반에서 특이한 부근관을 갖는 경향이 있다.

## 임상적 중요성
근관은 치과 수술, 근관 치료 시 치수가 제거되고 공간이 소독된 다음 다시 채워진다.
회전식 니켈 타이타늄 (NiTi) 줄이 평평한 타원형 또는 눈물 모양의 단면을 가진 근관에 사용되면 금속의 회전으로 인해 원형 구멍이 만들어진다. 또한, 협측 또는 설측 함몰부와 같은 근관 내의 작은 충치는 치아 내에 남을 수 있으며, 이는 잠재적으로 소독 중에 잔류 질병을 남길 수 있다.
이런 함몰부를 따라 남아 있는 조직 또는 미생물막은 부적절한 소독과 근관 공간 폐쇄 실패로 인해 치료 자체의 실패로 이어질 수 있다. 결과적으로 근관 치료 동안에는 살균제(일반적으로 차아염소산나트륨)로 생물막을 제거해야 한다.

## 같이 보기
- 임플란트